# Flaga obwodu twerskiego
Flaga obwodu twerskiego (NHR:160) – jeden z symboli tegoż obwodu; została przyjęta 28 stycznia 1996 r.
Flaga ma postać prostokąta, podzielonego na trzy pionowe pasy, z których boczne (szerokości 1/4 całej flagi) są barwy złotej (żółtej), a środkowy (szerokości połowy flagi) – czerwonej. W centrum flagi, na czerwonym tle, znajduje się herb regionu – na złotym postumencie złoty tron, na nim leżąca zielona poduszka, a na niej – korona wielkich książąt moskiewskich i carów Rosji – tzw. Czapka Monomacha
Proporcje 3:2.